# Быковская (Марьинский сельсовет)
Быковская — деревня в Вожегодском районе Вологодской области при впадении Енальцы в Еналку.
Входит в состав Явенгского сельского поселения (с 1 января 2006 года по 9 апреля 2009 года входила в Марьинское сельское поселение), с точки зрения административно-территориального деления — в Марьинский сельсовет.
Расстояние до районного центра Вожеги по автодороге — 24 км, до центра муниципального образования Базы по прямой — 10 км. Ближайшие населённые пункты — Фоминская, Савинская, Пестинская.
По переписи 2002 года население — 20 человек (12 мужчин, 8 женщин). Всё население — русские.